# 2024-es Formula–1 japán nagydíj
A japán nagydíj a 2024-es Formula–1 világbajnokság negyedik futama volt, amelyet 2024. április 5. és április 7. között rendeztek meg a Suzuka Circuit versenypályán, Szuzukában.

## Választható keverékek
| Abroncs              | Friss | Használt |
| -------------------- | ----- | -------- |
| Kemény keverék (C1)  |       |          |
| Közepes keverék (C2) |       |          |
| Lágy keverék (C3)    |       |          |
| Átmeneti esőgumi (I) |       |          |
| Teljes esőgumi (W)   |       |          |

## Szabadedzések

### Első szabadedzés
A japán nagydíj első szabadedzését április 5-én, pénteken délelőtt tartották, magyar idő szerint 4:30-tól.
| helyezés | versenyző        | csapat/motor                 | elért idő | különbség | futott kör |
| -------- | ---------------- | ---------------------------- | --------- | --------- | ---------- |
| 1        | Max Verstappen   | Red Bull Racing-Honda RBPT   | 1:30,056  | −         | 18         |
| 2        | Sergio Pérez     | Red Bull Racing-Honda RBPT   | 1:30,237  | +0,181    | 18         |
| 3        | Carlos Sainz Jr. | Ferrari                      | 1:30,269  | +0,213    | 20         |
| 4        | George Russell   | Mercedes                     | 1:30,530  | +0,474    | 18         |
| 5        | Lewis Hamilton   | Mercedes                     | 1:30,543  | +0,487    | 23         |
| 6        | Charles Leclerc  | Ferrari                      | 1:30,558  | +0,502    | 18         |
| 7        | Fernando Alonso  | Aston Martin Aramco-Mercedes | 1:30,599  | +0,543    | 20         |
| 8        | Oscar Piastri    | McLaren-Mercedes             | 1:31,165  | +1,109    | 23         |
| 9        | Cunoda Júki      | RB-Honda RBPT                | 1:31,230  | +1,174    | 20         |
| 10       | Lando Norris     | McLaren-Mercedes             | 1:31,240  | +1,184    | 22         |
| 11       | Esteban Ocon     | Alpine-Renault               | 1:31,935  | +1,879    | 19         |
| 12       | Alexander Albon  | Williams-Mercedes            | 1:31,943  | +1,887    | 18         |
| 13       | Nico Hülkenberg  | Haas-Ferrari                 | 1:31,958  | +1,902    | 19         |
| 14       | Valtteri Bottas  | Kick Sauber-Ferrari          | 1:32,054  | +1,998    | 17         |
| 15       | Lance Stroll     | Aston Martin Aramco-Mercedes | 1:32,055  | +1,999    | 17         |
| 16       | Ivasza Ajumu     | RB-Honda RBPT                | 1:32,103  | +2,047    | 22         |
| 17       | Pierre Gasly     | Alpine-Renault               | 1:32,277  | +2,221    | 23         |
| 18       | Csou Kuan-jü     | Kick Sauber-Ferrari          | 1:32,638  | +2,582    | 18         |
| 19       | Kevin Magnussen  | Haas-Ferrari                 | 1:32,803  | +2,747    | 21         |
| 20       | Logan Sargeant   | Williams-Mercedes            | 1:33,204  | +3,148    | 10         |

### Második szabadedzés
A japán nagydíj második szabadedzését április 5-én, pénteken délelőtt tartották, magyar idő szerint 8:00-tól.
| helyezés | versenyző        | csapat/motor                 | elért idő  | különbség | futott kör |
| -------- | ---------------- | ---------------------------- | ---------- | --------- | ---------- |
| 1        | Oscar Piastri    | McLaren-Mercedes             | 1:34,725   | −         | 7          |
| 2        | Lewis Hamilton   | Mercedes                     | 1:35,226   | +0,501    | 6          |
| 3        | Charles Leclerc  | Ferrari                      | 1:38,760   | +4,035    | 4          |
| 4        | Cunoda Júki      | RB-Honda RBPT                | 1:40,946   | +6,221    | 8          |
| 5        | Daniel Ricciardo | RB-Honda RBPT                | 1:41,913   | +7,188    | 9          |
| 6        | Csou Kuan-jü     | Kick Sauber-Ferrari          | idő nélkül |           | 7          |
| 7        | Valtteri Bottas  | Kick Sauber-Ferrari          | idő nélkül |           | 7          |
| 8        | Alexander Albon  | Williams-Mercedes            | idő nélkül |           | 5          |
| 9        | Kevin Magnussen  | Haas-Ferrari                 | idő nélkül |           | 4          |
| 10       | Nico Hülkenberg  | Haas-Ferrari                 | idő nélkül |           | 5          |
| 11       | Carlos Sainz Jr. | Ferrari                      | idő nélkül |           | 3          |
| 12       | Lando Norris     | McLaren-Mercedes             | idő nélkül |           | 3          |
| 13       | Esteban Ocon     | Alpine-Renault               | idő nélkül |           | 3          |
| 14       | Max Verstappen   | Red Bull Racing-Honda RBPT   | idő nélkül |           | 0          |
| 15       | Logan Sargeant   | Williams-Mercedes            | idő nélkül |           | 0          |
| 16       | Pierre Gasly     | Alpine-Renault               | idő nélkül |           | 0          |
| 17       | Sergio Pérez     | Red Bull Racing-Honda RBPT   | idő nélkül |           | 0          |
| 18       | Fernando Alonso  | Aston Martin Aramco-Mercedes | idő nélkül |           | 0          |
| 19       | Lance Stroll     | Aston Martin Aramco-Mercedes | idő nélkül |           | 0          |
| 20       | George Russell   | Mercedes                     | idő nélkül |           | 0          |

### Harmadik szabadedzés
A japán nagydíj harmadik szabadedzését április 6-án, szombaton délelőtt tartották, magyar idő szerint 4:30-tól.
| helyezés | versenyző        | csapat/motor                 | elért idő | különbség | futott kör |
| -------- | ---------------- | ---------------------------- | --------- | --------- | ---------- |
| 1        | Max Verstappen   | Red Bull Racing-Honda RBPT   | 1:29,563  | −         | 23         |
| 2        | Sergio Pérez     | Red Bull Racing-Honda RBPT   | 1:29,832  | +0,269    | 25         |
| 3        | George Russell   | Mercedes                     | 1:29,918  | +0,355    | 24         |
| 4        | Lewis Hamilton   | Mercedes                     | 1:30,037  | +0,474    | 21         |
| 5        | Fernando Alonso  | Aston Martin Aramco-Mercedes | 1:30,082  | +0,519    | 24         |
| 6        | Lando Norris     | McLaren-Mercedes             | 1:30,137  | +0,574    | 14         |
| 7        | Carlos Sainz Jr. | Ferrari                      | 1:30,171  | +0,608    | 27         |
| 8        | Oscar Piastri    | McLaren-Mercedes             | 1:30,226  | +0,663    | 19         |
| 9        | Cunoda Júki      | RB-Honda RBPT                | 1:30,341  | +0,778    | 21         |
| 10       | Charles Leclerc  | Ferrari                      | 1:30,383  | +0,820    | 25         |
| 11       | Alexander Albon  | Williams-Mercedes            | 1:30,533  | +0,970    | 23         |
| 12       | Valtteri Bottas  | Kick Sauber-Ferrari          | 1:30,546  | +0,983    | 26         |
| 13       | Daniel Ricciardo | RB-Honda RBPT                | 1:30,682  | +1,119    | 24         |
| 14       | Esteban Ocon     | Alpine-Renault               | 1:31,022  | +1,459    | 18         |
| 15       | Csou Kuan-jü     | Kick Sauber-Ferrari          | 1:31,067  | +1,504    | 16         |
| 16       | Nico Hülkenberg  | Haas-Ferrari                 | 1:31,139  | +1,576    | 21         |
| 17       | Pierre Gasly     | Alpine-Renault               | 1:31,141  | +1,578    | 19         |
| 18       | Lance Stroll     | Aston Martin Aramco-Mercedes | 1:31,342  | +1,779    | 23         |
| 19       | Logan Sargeant   | Williams-Mercedes            | 1:31,452  | +1,889    | 20         |
| 20       | Kevin Magnussen  | Haas-Ferrari                 | 1:31,462  | +1,899    | 22         |

## Időmérő edzés
A japán nagydíj időmérő edzését április 6-án, szombaton délelőtt tartották, magyar idő szerint 8:00-tól.
| helyezés              | rajtszám | versenyző        | csapat/motor                 | 1. rész  | 2. rész  | 3. rész  | rajthely | futott kör |
| --------------------- | -------- | ---------------- | ---------------------------- | -------- | -------- | -------- | -------- | ---------- |
| 1                     | 1        | Max Verstappen   | Red Bull Racing-Honda RBPT   | 1:28,866 | 1:28,740 | 1:28,197 | 1        | 12         |
| 2                     | 11       | Sergio Pérez     | Red Bull Racing-Honda RBPT   | 1:29,303 | 1:28,752 | 1:28,263 | 2        | 12         |
| 3                     | 4        | Lando Norris     | McLaren-Mercedes             | 1:29,536 | 1:28,940 | 1:28,489 | 3        | 13         |
| 4                     | 55       | Carlos Sainz Jr. | Ferrari                      | 1:29,513 | 1:29,099 | 1:28,682 | 4        | 12         |
| 5                     | 14       | Fernando Alonso  | Aston Martin Aramco-Mercedes | 1:29,254 | 1:29,082 | 1:28,686 | 5        | 12         |
| 6                     | 81       | Oscar Piastri    | McLaren-Mercedes             | 1:29,425 | 1:29,148 | 1:28,760 | 6        | 12         |
| 7                     | 44       | Lewis Hamilton   | Mercedes                     | 1:29,661 | 1:28,887 | 1:28,766 | 7        | 15         |
| 8                     | 16       | Charles Leclerc  | Ferrari                      | 1:29,338 | 1:29,196 | 1:28,786 | 8        | 12         |
| 9                     | 63       | George Russell   | Mercedes                     | 1:29,799 | 1:29,140 | 1:29,008 | 9        | 15         |
| 10                    | 22       | Cunoda Júki      | RB-Honda RBPT                | 1:29,775 | 1:29,417 | 1:29,413 | 10       | 18         |
| 11                    | 3        | Daniel Ricciardo | RB-Honda RBPT                | 1:29,727 | 1:29,472 |          | 11       | 12         |
| 12                    | 27       | Nico Hülkenberg  | Haas-Ferrari                 | 1:29,821 | 1:29,494 |          | 12       | 12         |
| 13                    | 77       | Valtteri Bottas  | Kick Sauber-Ferrari          | 1:29,602 | 1:29,593 |          | 13       | 12         |
| 14                    | 23       | Alexander Albon  | Williams-Mercedes            | 1:29,963 | 1:29,714 |          | 14       | 9          |
| 15                    | 31       | Esteban Ocon     | Alpine-Renault               | 1:29,811 | 1:29,816 |          | 15       | 12         |
| 16                    | 18       | Lance Stroll     | Aston Martin Aramco-Mercedes | 1:30,024 |          |          | 16       | 6          |
| 17                    | 10       | Pierre Gasly     | Alpine-Renault               | 1:30,119 |          |          | 17       | 6          |
| 18                    | 20       | Kevin Magnussen  | Haas-Ferrari                 | 1:30,131 |          |          | 18       | 9          |
| 19                    | 6        | Logan Sargeant   | Williams-Mercedes            | 1:30,139 |          |          | 19       | 6          |
| 20                    | 24       | Csou Kuan-jü     | Kick Sauber-Ferrari          | 1:30,143 |          |          | 20       | 6          |
| 107%-os idő: 1:35,087 |          |                  |                              |          |          |          |          |            |

## Futam
A japán nagydíj futamát április 7-én, vasárnap délelőtt tartották, magyar idő szerint 7:00-kor.
| helyezés | rajtszám | versenyző        | csapat/motor                 | futott kör | idő/kiesés oka | rajthely | pont  |
| -------- | -------- | ---------------- | ---------------------------- | ---------- | -------------- | -------- | ----- |
| 1        | 1        | Max Verstappen   | Red Bull Racing-Honda RBPT   | 53         | 1:54:23,566    | 1        | 26[a] |
| 2        | 11       | Sergio Pérez     | Red Bull Racing-Honda RBPT   | 53         | +12,535        | 2        | 18    |
| 3        | 55       | Carlos Sainz Jr. | Ferrari                      | 53         | +20,866        | 4        | 15    |
| 4        | 16       | Charles Leclerc  | Ferrari                      | 53         | +26,522        | 8        | 12    |
| 5        | 4        | Lando Norris     | McLaren-Mercedes             | 53         | +29,700        | 3        | 10    |
| 6        | 14       | Fernando Alonso  | Aston Martin Aramco-Mercedes | 53         | +44,272        | 5        | 8     |
| 7        | 63       | George Russell   | Mercedes                     | 53         | +45,951        | 9        | 6     |
| 8        | 81       | Oscar Piastri    | McLaren-Mercedes             | 53         | +47,525        | 6        | 4     |
| 9        | 44       | Lewis Hamilton   | Mercedes                     | 53         | +48,626        | 7        | 2     |
| 10       | 22       | Cunoda Júki      | RB-Honda RBPT                | 52         | +1 kör         | 10       | 1     |
| 11       | 27       | Nico Hülkenberg  | Haas-Ferrari                 | 52         | +1 kör         | 12       |       |
| 12       | 18       | Lance Stroll     | Aston Martin Aramco-Mercedes | 52         | +1 kör         | 16       |       |
| 13       | 20       | Kevin Magnussen  | Haas-Ferrari                 | 52         | +1 kör         | 18       |       |
| 14       | 77       | Valtteri Bottas  | Kick Sauber-Ferrari          | 52         | +1 kör         | 13       |       |
| 15       | 31       | Esteban Ocon     | Alpine-Renault               | 52         | +1 kör         | 15       |       |
| 16       | 10       | Pierre Gasly     | Alpine-Renault               | 52         | +1 kör         | 17       |       |
| 17       | 2        | Logan Sargeant   | Williams-Mercedes            | 52         | +1 kör         | 19       |       |
| Ki       | 24       | Csou Kuan-jü     | Kick Sauber-Ferrari          | 12         | sebességváltó  | 20       |       |
| Ki       | 3        | Daniel Ricciardo | RB-Honda RBPT                | 0          | baleset        | 11       |       |
| Ki       | 23       | Alexander Albon  | Williams-Mercedes            | 0          | baleset        | 14       |       |

Megjegyzések:
- ↑ a:  — Max Verstappen a helyezéséért járó pontok mellett a versenyben futott leggyorsabb körért további 1 pontot szerzett.

## A világbajnokság állása a verseny után
| H   | Versenyzők       | Pont | H   | Konstruktőrök                | Pont |
| --- | ---------------- | ---- | --- | ---------------------------- | ---- |
| 1.  | Max Verstappen   | 77   | 1.  | Red Bull Racing-Honda RBPT   | 141  |
| 2.  | Sergio Pérez     | 64   | 2.  | Ferrari                      | 120  |
| 3.  | Charles Leclerc  | 59   | 3.  | McLaren-Mercedes             | 69   |
| 4.  | Carlos Sainz Jr. | 55   | 4.  | Mercedes                     | 34   |
| 5.  | Lando Norris     | 37   | 5.  | Aston Martin Aramco-Mercedes | 33   |
| 6.  | Oscar Piastri    | 32   | 6.  | RB-Honda RBPT                | 7    |
| 7.  | George Russell   | 24   | 7.  | Haas-Ferrari                 | 4    |
| 8.  | Fernando Alonso  | 24   | 8.  | Williams-Mercedes            | 0    |
| 9.  | Lewis Hamilton   | 10   | 9.  | Kick Sauber-Ferrari          | 0    |
| 10. | Lance Stroll     | 9    | 10. | Alpine-Renault               | 0    |

(A teljes táblázat)

## Statisztikák
- Vezető helyen:
  - Max Verstappen: 48 kör (1–16, 21–34 és 36–53)
  - Charles Leclerc: 4 kör (17–20)
  - Carlos Sainz Jr.: 1 kör (35)
- Max Verstappen 36. pole-pozíciója, 32. versenyben futott leggyorsabb köre és 57. futamgyőzelme, ezzel pedig 13. mesterhármasa.
- A Red Bull Racing 116. futamgyőzelme.
- Max Verstappen 101., Sergio Pérez 38., Carlos Sainz Jr. 21. dobogós helyezése.